# Яковлево (Дмитровський міський округ)
Я́ковлево (рос. Яковлево) — присілок у складі Дмитровського міського округу Московської області, Росія.

## Населення
Населення — 16 осіб (2010; 29 у 2002).
Національний склад (станом на 2002 рік):
- росіяни — 100 %